# Carl Jahnzon
Carl Jahnzon (Carl Johan Jahnzon; * 29. April 1881 in Stockholm; † 25. Juni 1955 in Enskede, Stockholm) war ein schwedischer Leichtathlet.
Bei den Olympischen Spielen 1912 in Stockholm wurde er Achter im Hammerwurf.
1904 und 1905 wurde er schwedischer Meister im beidhändigen Diskuswurf, 1914 im Gewichtweitwurf.